# جيمي شيبرد
جيمي شيبرد (بالإنجليزية: Jimmy Shepherd)‏ (23 ديسمبر 1997 بنيوهام في المملكة المتحدة - ) هو لاعب كرة قدم بريطاني في مركز الدفاع.

## وصلات خارجية
- جيمي شيبرد على موقع قاعدة بيانات كرة القدم.إي يو (الإنجليزية)
- جيمي شيبرد على موقع Soccerbase.com (لاعب) (الإنجليزية)